# Gabriel de Baçorá
Gabriel de Baçorá (fl. 884–893) foi um bispo e jurista da Igreja do Oriente. Pouco se sabe sobre sua vida, exceto que ele foi metropolita de Baçorá entre 884 e 893.
Em algum momento do último quarto do século IX, ele compilou o primeiro nomocano (coleção de direito canônico) da história da Igreja do Oriente. Restam apenas fragmentos do original siríaco, mas o trabalho pode ser em grande parte reconstruído por causa de sua extensa citação e citação na coleção árabe Fiqh al-Naṣrāniyya de Ibn al-Tayyib (século XI) e a siríaca Nomokanon de 'Abdisho' bar Brikha (século XIV). Hubert Kaufhold realizou o trabalho de reconstrução, publicando-o com uma tradução alemã em Die Rechtssammlung des Gabriel von Baṣra (1976). O título original da obra é desconhecido. Sebastian Brock chama isso de Coleção de Julgamentos.
O nomocano de Gabriel é estruturado na forma de perguntas e respostas, embora este seja um dispositivo puramente formal para introduzir citações de suas fontes. Somente na seção sobre liturgia as perguntas são reais e as respostas, possivelmente, a obra original de Gabriel. As citações de Gabriel são freqüentemente abreviadas e nem sempre palavra por palavra. A obra como um todo está dividida em duas partes. O primeiro diz respeito ao direito matrimonial e direito hereditário, entre outros tópicos relativos aos cristãos no mundo. Suas fontes foram listadas como "os padres, catholicoi, metropolitas e os imperadores gregos". Das 48 questões desta parte, apenas as últimas 28 sobreviveram em sua forma original. A segunda parte diz respeito à liturgia e às instituições da igreja, como mosteiros, hospitais e escolas. Uma de suas questões mais interessantes diz respeito às organizações de artesãos, que inclui alguma terminologia árabe. Para esta parte, suas fontes são "os cânones sinódicos dos Padres Ocidentais e Orientais", com o que ele quer dizer os sínodos da Igreja Romana e da Igreja do Oriente. Apenas fragmentos da segunda parte sobrevivem em sua forma original.
Entre as fontes identificáveis de Gabriel estão os 73 cânones forjados atribuídos a Marutha de Maypherqaṭ, o livro jurídico siro-romano, o Synodicon Orientale, uma carta do católico Timóteo I e uma carta de Isho bar Nun. Ele também usou os escritos jurídicos de estudiosos do Siríaco Oriental como Ishoʿbokht, Shemʿon de Rev Ardashir e ʿAbdishoʿ bar Bahrīz.